# Tanzania na igrzyskach Wspólnoty Narodów
Tanzania zadebiutowała na igrzyskach Wspólnoty Narodów w 1962 roku na igrzyskach w Perth w Australii i od tamtej pory reprezentacja wystartowała na wszystkich igrzyskach, oprócz zawodów w Edynburgu w 1986 roku. Najwięcej medali na jednych igrzyskach (5) Tanzania zdobyła podczas igrzysk w Brisbane w 1982 roku.
Na pierwszych igrzyskach (1962) reprezentacja startowała jako Tanganika. Cztery lata później, w 1966 roku na zawodach w Kingston startowała już jako Tanzania - w 1964 nastąpiło zjednoczenie Tanganiki i Zanzibaru.

## Klasyfikacja medalowa
| Igrzyska          | Złoto | Srebro | Brąz | Razem |
| ----------------- | ----- | ------ | ---- | ----- |
| 1962 Perth        | 0     | 0      | 0    | 0     |
| 1966 Kingston     | 0     | 0      | 0    | 0     |
| 1970 Edynburg     | 0     | 1      | 0    | 1     |
| 1974 Christchurch | 1     | 0      | 1    | 2     |
| 1978 Edmonton     | 1     | 1      | 0    | 2     |
| 1982 Brisbane     | 1     | 2      | 2    | 5     |
| 1990 Auckland     | 0     | 1      | 2    | 3     |
| 1994 Victoria     | 0     | 0      | 1    | 1     |
| 1998 Kuala Lumpur | 1     | 1      | 1    | 3     |
| 2002 Manchester   | 1     | 0      | 1    | 2     |
| 2006 Melbourne    | 1     | 0      | 1    | 2     |
| 2010 Nowe Delhi   | 0     | 0      | 0    | 0     |
| Razem             | 6     | 6      | 9    | 21    |

### Według dyscyplin
| Dyscyplina    | Złoto | Srebro | Brąz | Razem |
| ------------- | ----- | ------ | ---- | ----- |
| Lekkoatletyka | 5     | 4      | 6    | 15    |
| Boks          | 1     | 2      | 3    | 6     |
| Razem         | 6     | 6      | 9    | 21    |